# 平交道
平交道是鐵路與道路的平面交叉。
在平交道上，鐵路列車有優先通行的路權，當列車即將通過時，道路上的車輛或行人需要停等鐵路列車通過後，確認安全才可通過平交道。

## 稱呼
（英語：level crossing，日本稱作／ fumikiri）；而港澳由於平交道不多，故未有統一稱呼。

## 安全與防護設施

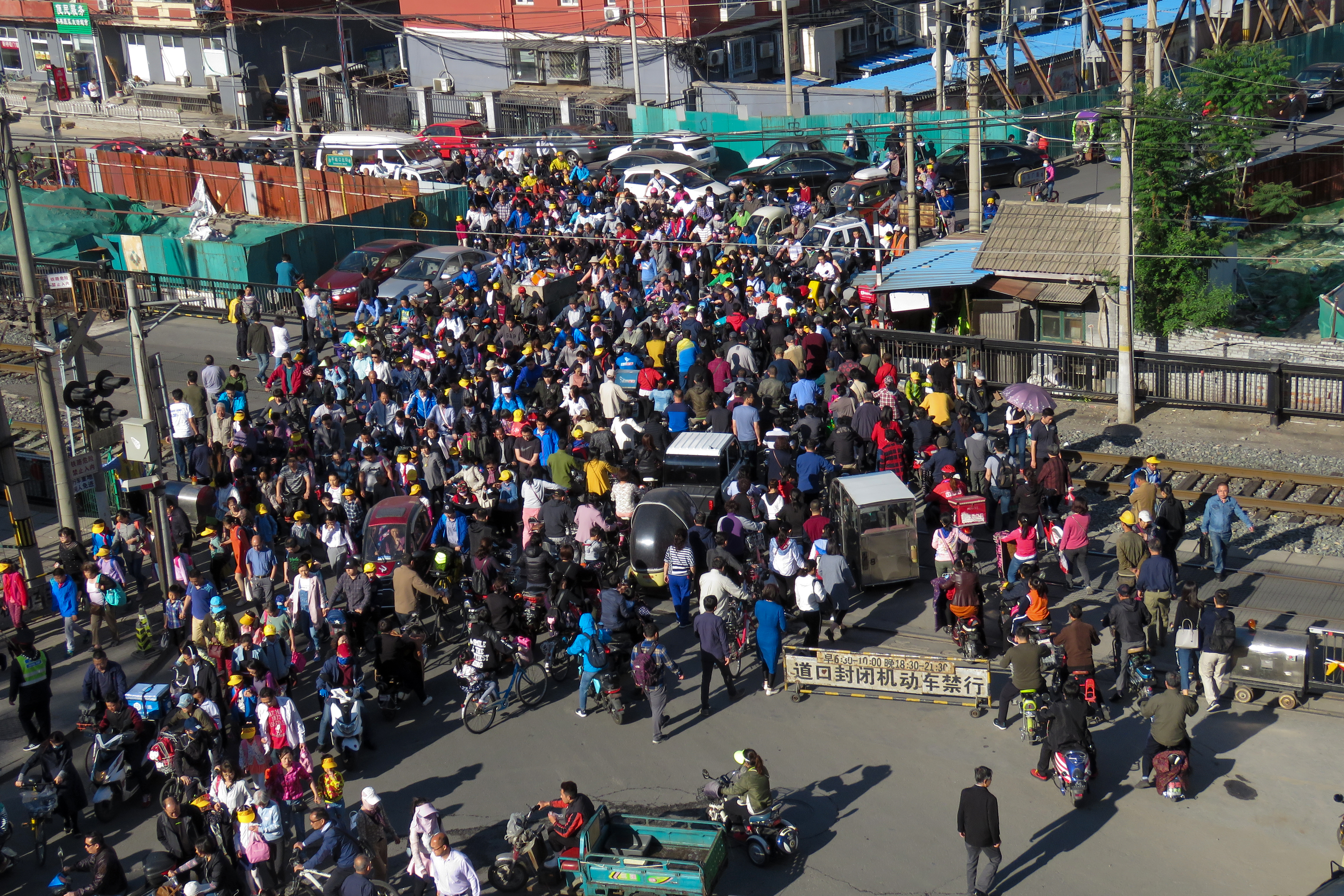
列车通过后大量等候的人流和车流通过道口，摄于北京农服所道口关闭前5天

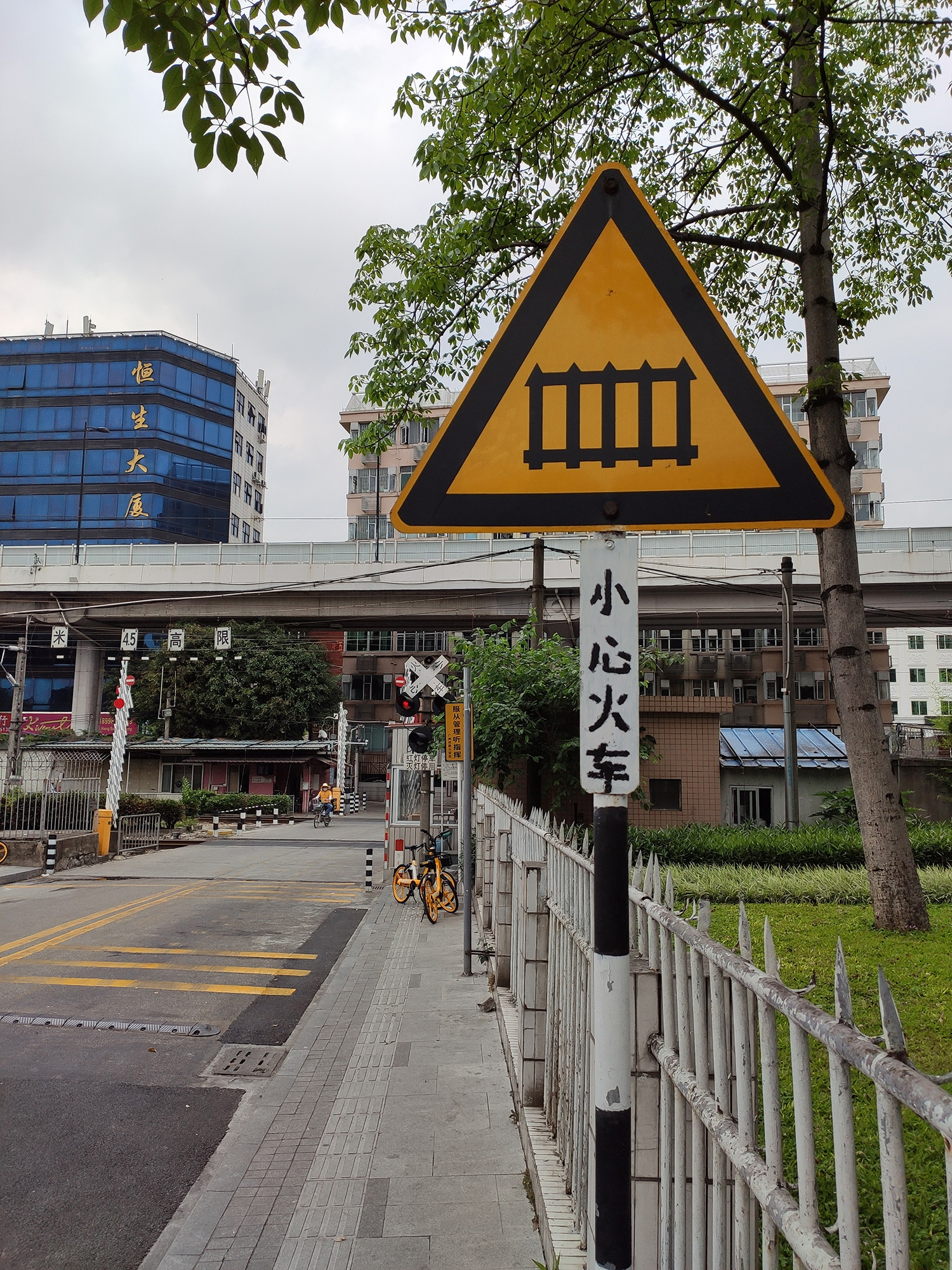
道口附近一般设置相关交通警示标志，摄于广州射击场道口（於2020年12月10日封閉）

早期的平交道有人值守，当火车将通过时，看守挥动红旗或红灯示意所有车辆和行人停止，并使车辆和行人离开轨道。后来，引入了手动或电子的栏杆以挡住公路。栏杆用于阻拦任何车辆和行人闯入铁路。在铁路的早期，许多车辆都是畜力车，因此有必要设立真正的障碍。而現代除了车辆和行人流量大的平交道仍有人看守外，大多已自動化運作而無人看守。
為防止車輛及行人闖越，有的平交道會安裝偵測器，在人車於柵欄放下後仍在平交道內時發出聲響警告，並有緊急按鈕以在車輛卡在平交道無法移開時按鈕警告列車減速停車，但仍有此类事件发生，多发生于繁忙有栏杆无人看守平交道，因此如车辆不幸被困，应撞毀遮斷桿逃生。另外會裝有自動照相機或監視器以告發闖平交道者。
有一些車站受限於地形等因素，無法在月台與站房之間設跨線天橋或地下道，也會設置平交道供搭車旅客跨越鐵軌通行。
有些平交道會依照道路的大小和線路的多少會有些變化。在臺灣曾經存在過最大的平交道為臺北市南港區向陽路平交道，道路有上下八線車道、鐵路則有四軌正線，以四台捲線馬達和兩個開關控制兩邊柵欄，該段臺鐵鐵路行車密度每八到十分鐘一班車，是當時最繁忙的平交道。
闖越平交道是極危險的行為，並因此造成多起傷亡事故。1961年7月9日，11次台鐵對號特快在民雄車站南方撞上闖越平交道的嘉義客運北港開往嘉義班車，造成嘉義客運車上48死，為臺灣史上死亡者最多的平交道事故，此後該平交道永久封閉另外興建陸橋改道。2013年度平交道事故造成8人死亡，3人受傷。
高鐵因列車速度快，地鐵因班次密集，為了營運安全，在營運正線上，完全不設置平交道，並與其他交通完全隔離（稱為A型路權）。而磁浮列車因視同高速鐵路，因此也沒有設置平交道。而單軌列車則是因為其設計，無法設置平交道，僅能以全程A級路權設計。

### 臺灣
下列是臺灣鐵路公司為保障平交道安全所設的設施。
- 遮斷機：即「柵欄」。設置於鐵路平交道兩側，用於暫時阻檔公路上的行人及車輛進入平交道內。
- 警報裝置：此裝置包含鈴聲及燈光顯示。若有人按壓平交道緊急按鈕會再加上人聲警告。在列車到達平交道前，應有30秒以上的警告時間，以提醒行人和車輛的注意。
- 接近電鈴：看柵房裝有列車接近電鈴，當列車接近時鈴響，看柵工壓下確認按鈕後，鈴不響，而警示燈則繼續亮到列車通過平交道為止。(第一種或第二種才有此設備)
- 電話設備：看柵房內裝有連絡電話手提無線電。(第一種或第二種才有此設備)
- 限高架：設置於平交道兩側外適當地點，以防範公路車輛因超高而扯斷平交道內之電車線。

## 各地平交道

### 臺灣
臺灣鐵路公司所經營的臺灣傳統鐵路均設有平交道。由於消除地面交通阻隔並減少闖平交道而肇事的需求，並增進鐵路行車安全，1990年後新建或改善線均採立體交叉。隨著鐵路立體化建設的發展，鐵路平交道已漸減少中。臺鐵沒有平交道的支線區間是沙崙線與六家線全路線，與內灣線新竹至竹中間。而臺北都會區自1980年代起歷經多年、多個階段逐步的鐵路改建工程，在2008年9月21日起臺北鐵路地下化專案全數完工通車後，縱貫線北段三坑↔浮洲36.7公里間已全無平交道。，在2016年10月16日起臺中都會區鐵路高架捷運化計畫第一階段完工通車後，自此臺中線三義↔新烏日42.7公里間已全無平交道。在2018年10月14日起高雄市區鐵路地下化計畫全數完工通車後，自縱貫線南段新左營↔屏東線後庄17公里間已全無平交道。
平交道也有重新啟用的時候，包括2010年6月舊山線復駛所重新啟用的四座平交道，均位於三義↔勝興間（現已不再復駛，因應舊山線改造鐵道自行車計畫，而該四座平交道則是再次停用）。以及因應高架化工程所需而臨設置的，包括彰化縣員林市外環道路平交道（2012年3月至2014年11月1日）、臺中市北屯區松竹路平交道（2014年3月至2016年10月15日）及臺中市南區文心南路平交道（2014年5月至2016年10月15日）、屏東縣屏東市和平路平交道（2013年7月至2015年8月間）與復興路平交道（2013年11月底至2015年8月間），直到高雄潮州鐵路捷運化計畫等相關計畫完工後撤除。深澳線復駛後，重新啟用了2處平交道。位於屏東縣潮州鎮潮州基地啟用後增設了一處平交道，此外在國家鐵道博物館為了能增加動態展示的彈性而在台北市信義區市民大道五段14巷增設一處平交道。
臺灣糖業鐵路也在中南部各地的大小路口均有設置各種不同的平交道，從只有在路口設置單一警告標誌到保安設施完整的種類都有。也有如過去屏東縣屏東市民和路上列車在道路中間行駛的情形，在糖廠停產和放棄鐵路運輸後除了觀光用途外大多數已經廢除。
阿里山森林鐵路除了路面寬廣的嘉義市東區忠孝路平交道和途中北門至竹崎區間的縣道159號設有專員定時看守的捲線柵欄外，其餘的路口原本只有設置簡單的警鈴與警告標誌，但在臺鐵接手經營阿里山森林鐵路後，也為原本沒有柵欄的平交道增設柵欄，並更換為臺鐵樣式的警鈴及燈號。
台灣高鐵與各地捷運（輕軌以外）路線自始即以完全獨立專用路權（A型路權）設計興建，正線不設置平交道，也不允許人車跨越路軌，並以高架橋、地下化、隧道、圍籬設施阻止人車進入路權範圍，只在內部機廠、基地設有不對外開放的平交道。
高雄輕軌、淡海輕軌等輕軌系統採用B型路權，沿路多個交叉路口採用優先號誌，且輕軌捷運列車車身不長，速度較低，故輕軌平交道未設置遮斷器。

#### 種類與數量

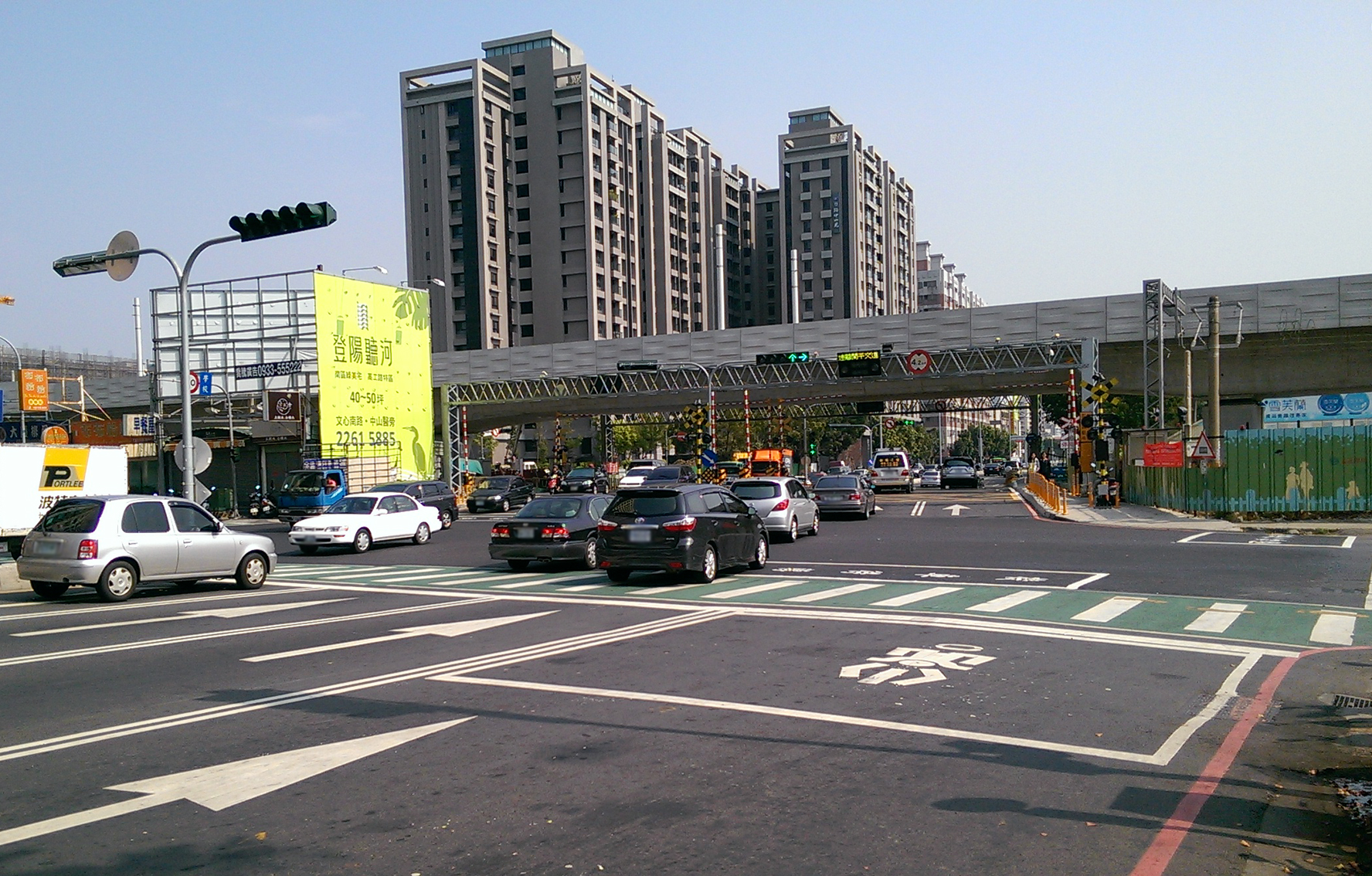
位於台灣台中市文心建國路囗的第三種甲平交道（因應鐵路高架化工程設置，2016年10月16日後撤除）

臺灣鐵路公司將平交道分為下列6類，目前資料統計至2017年1月6日止。
| 種類           | 簡介                                                                    | 個數 | 百分比 |
| -------------- | ----------------------------------------------------------------------- | ---- | ------ |
| 第一種         | 設遮斷器及警報裝置，並應晝夜派看柵工駐守。                              | 6    | 1.35%  |
| 第二種         | 設遮斷器及警報裝置，並應每日在規定時間內派看柵工駐守。                  | 1    | 0.23%  |
| 第三種甲       | 設自動警報裝置及自動遮斷機，不派看柵工駐守。                            | 381  | 87.59% |
| 半封閉式平交道 | 簡稱半封。設置標準同第三種甲平交道，僅留開口1.5公尺寬供行人及機踏車通行 | 28   | 6.44%  |
| 人工控制平交道 | 簡稱手控。設遮斷器及警報裝置，僅於列車通過時以人工操作。                | 11   | 2.53%  |
| 專用平交道     | 專供特定廠商、公司或行號使用之平交道，其看柵工及設備由廠商自行提供。    | 8    | 1.84%  |
| 總計           |                                                                         | 435  | 100%   |

### 中國大陸
主要的电气化复线铁路幹線（如京廣線、京滬線及陇海線等已經实现铁路与公路的全立體交叉，其他線路如新长線也已實現與道路的全立體交叉，然而，京哈線於北京市水南莊仍有一個鐵路道口（位置：39°54′02″N 116°29′48″E / 39.9005239°N 116.4966198°E），廣深線最後一處道口，射擊場道口，於2020年12月10日關閉；京滬線最後一處道口，柳村道口於2019年間關閉，改以地下道穿越鐵路。尚有部分单线非电气化铁路仍有平交道的存在，例如湘桂线、宁铜线及各貨運支线（例如深圳的平南鐵路在深圳地鐵大學城處往前走1000米有平山道口）等。
目前所有在中國大陸的高速鐵路和各个城市軌道交通（地鐵、轻轨）线路，自開始投入運營時，即均全數不於正線設置道口，只存在於機廠、車輛段等不向公眾開放的地方。长春轨道交通3号线是中国大陆唯一一条正线与道路平交的轨道交通线路（不包含有轨电车）。
此外，晚清末期至民國年間有不少城市曾建設有軌電車，但在1949年後不少城市的電車服務已停止，而路軌亦被拆除。近年亦有不少城市重新建設有軌電車（或轻轨），不少路段都與車輛共享路權，因此出現大量道口，例子有上海的张江有轨电车、深圳的龙华新区现代有轨电车示范线等。

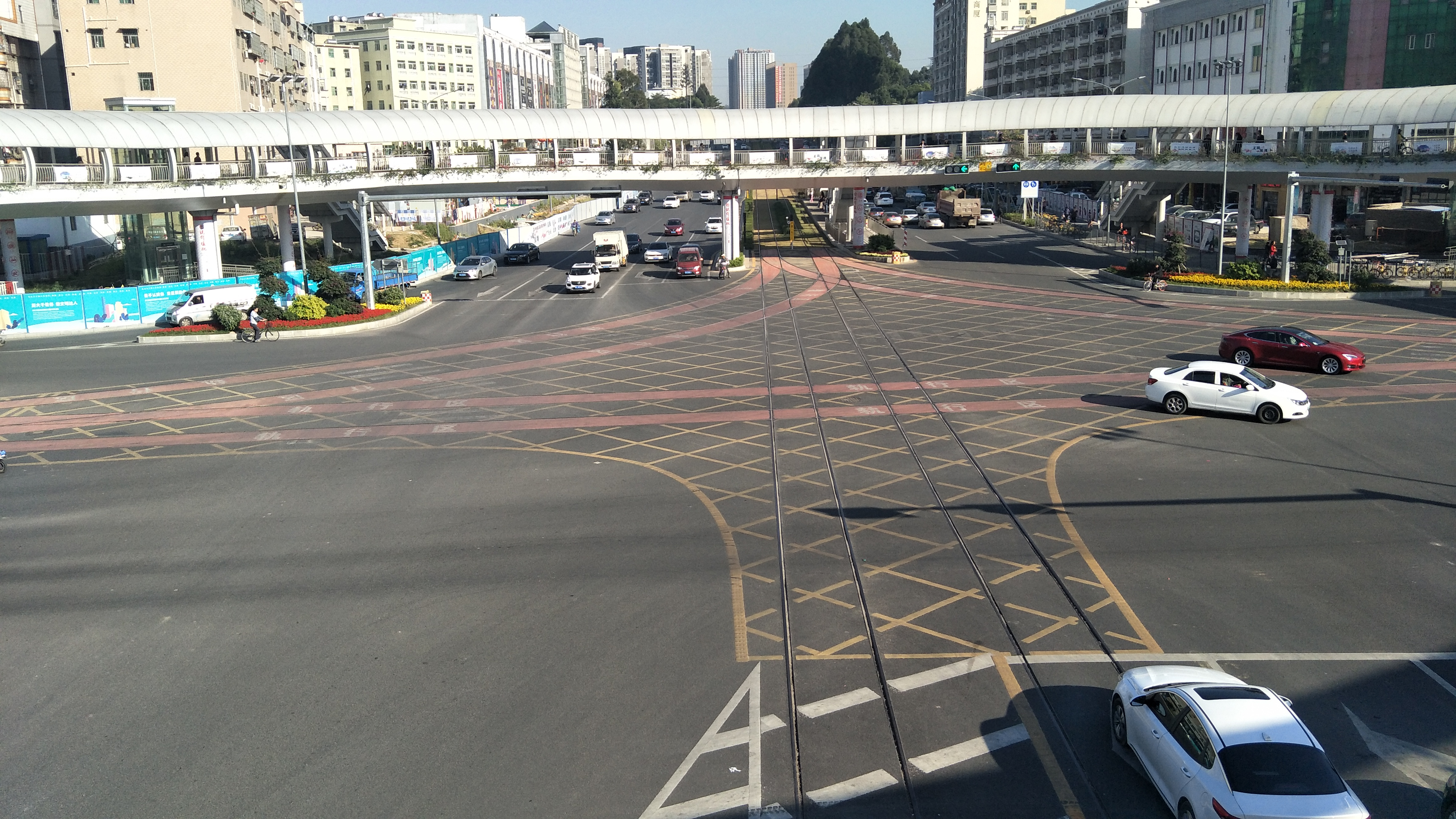
深圳有轨电车大和站與龍華大道、環觀中路的道口

### 香港
九廣鐵路英段電氣化前香港共有六個平交道，它們在：
1. 大埔公路近獅子山隧道公路口之前
2. 大埔公路近落路下
3. 大埔公路近元洲仔
4. 大埔公路近黃崗山
5. 新豐路近龍琛路口以南
6. 上水虎地坳道最末端處

在九廣鐵路英段電氣化以後，以上平交道除最後者外已經取消。現時虎地坳道平交道位置依然保留有臂木式遮斷機，但實際上該閘口並不會開啟。而香港現存的重型鐵路平交道，均位於鐵路車廠內，基本上均處於車務禁區（而通往港鐵何東樓車廠附設機務段的平交道，則橫跨往馬場站軌道，是唯一容許載客列車使用的道口），每座車廠各有兩個（但港鐵八鄉車廠僅設一平交道於西廠範圍，並改用穿過正線下方的隧道連接兩端廠房），不供公眾使用，因此可以說香港現時沒有一個常用或供公眾使用的。至於輕鐵及電車則在設計上與道路並列，因此可說是香港僅有供公眾通行的平交道位置／設施。

### 日本
平交道在日本稱為“踏切”，日本各地於2014年約有33,528處的平交道，標準規格的新幹線與地下鐵各路線，與新交通軌道系統路線，完全沒有平交道。但由在來線改軌而成的迷你新幹線與通往濱松工廠的出入線，或地下鐵機廠的軌道，平交道仍然存在。
以下為日本境內完全沒有平交道的在來線路線（不含列車直通運行的其他路線）：
JR集團
湖西線、海峽線、JR東西線、京葉線、武藏野線、大阪環狀線、根岸線、本四備讚線。
JR以外的私鐵、第三部門鐵道公司
仙台機場線、東急田園都市線、京王電鐵相模原線、小田急電鐵多摩線、泉野線、首都圈新都市鐵道筑波快線、名古屋鐵道機場線、东海交通事业东海城北線、橫濱高速鐵道港未來線、神戶電鐵公園都市線、南海電鐵機場線、鹿島臨海鐵道大洗鹿島線。

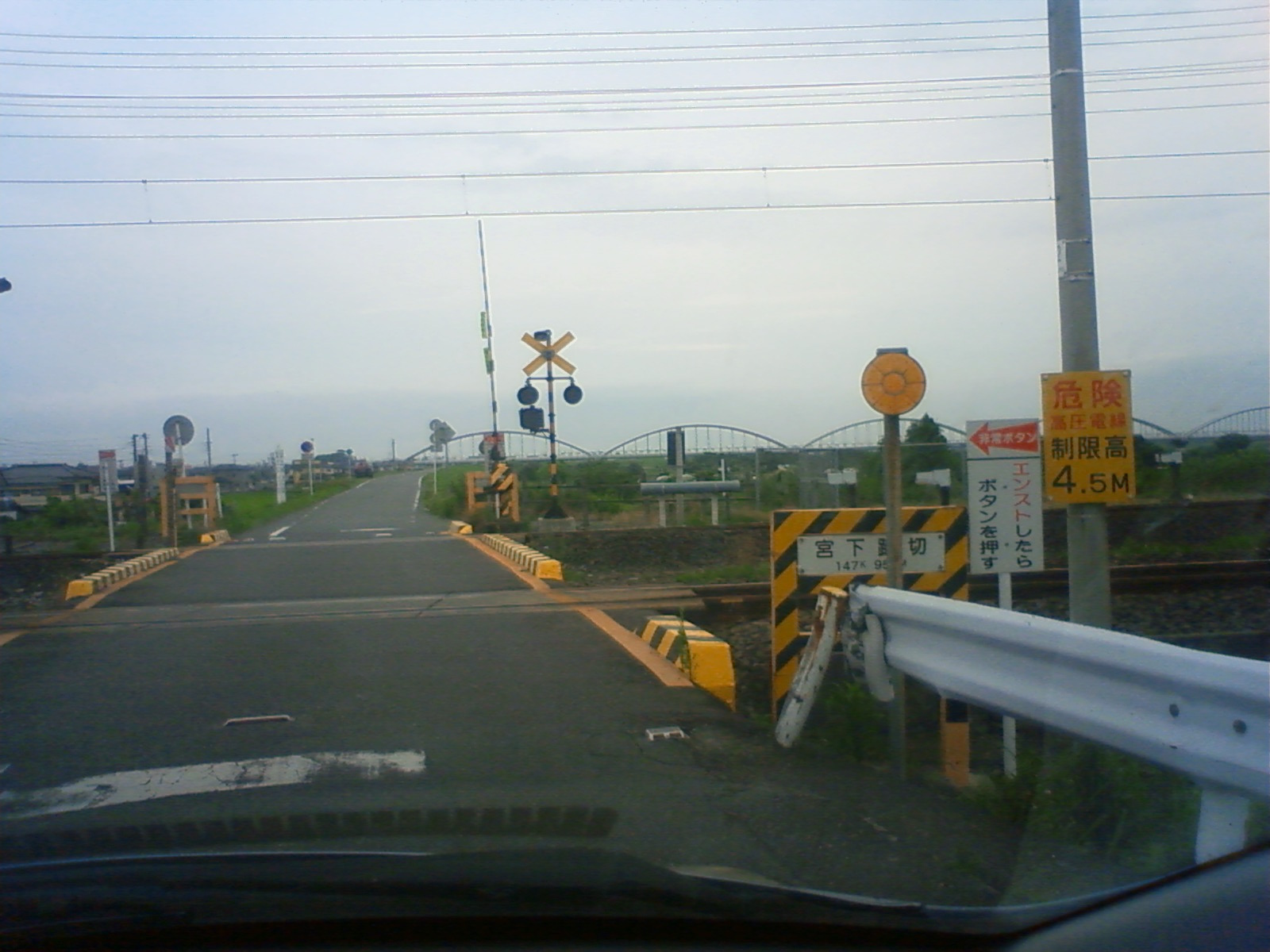
第1種甲平交道（JR東海道線 宮下平交道）
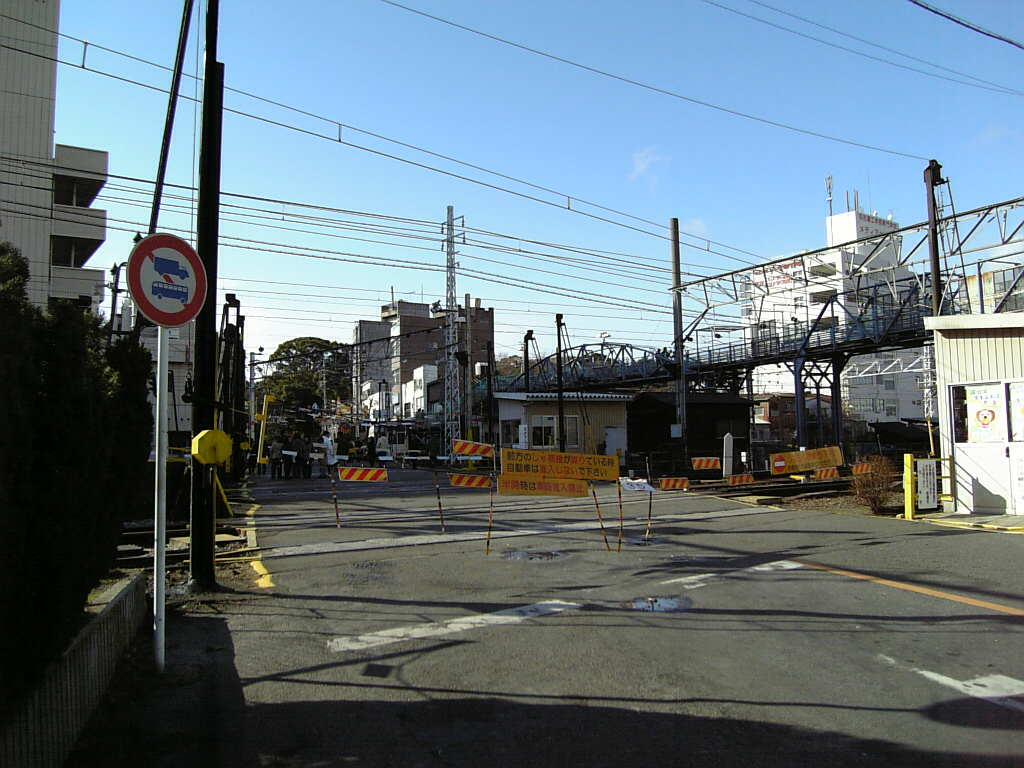
第1種手動平交道（名鐵名古屋本線・神宮前1号踏切）：已於2012年7月1日凌晨0時廢除
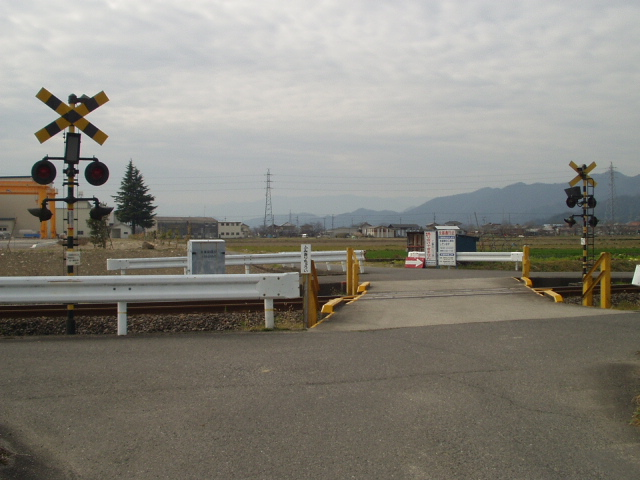
第3種平交道（樽見鐵道樽見線 本巢南平交道）
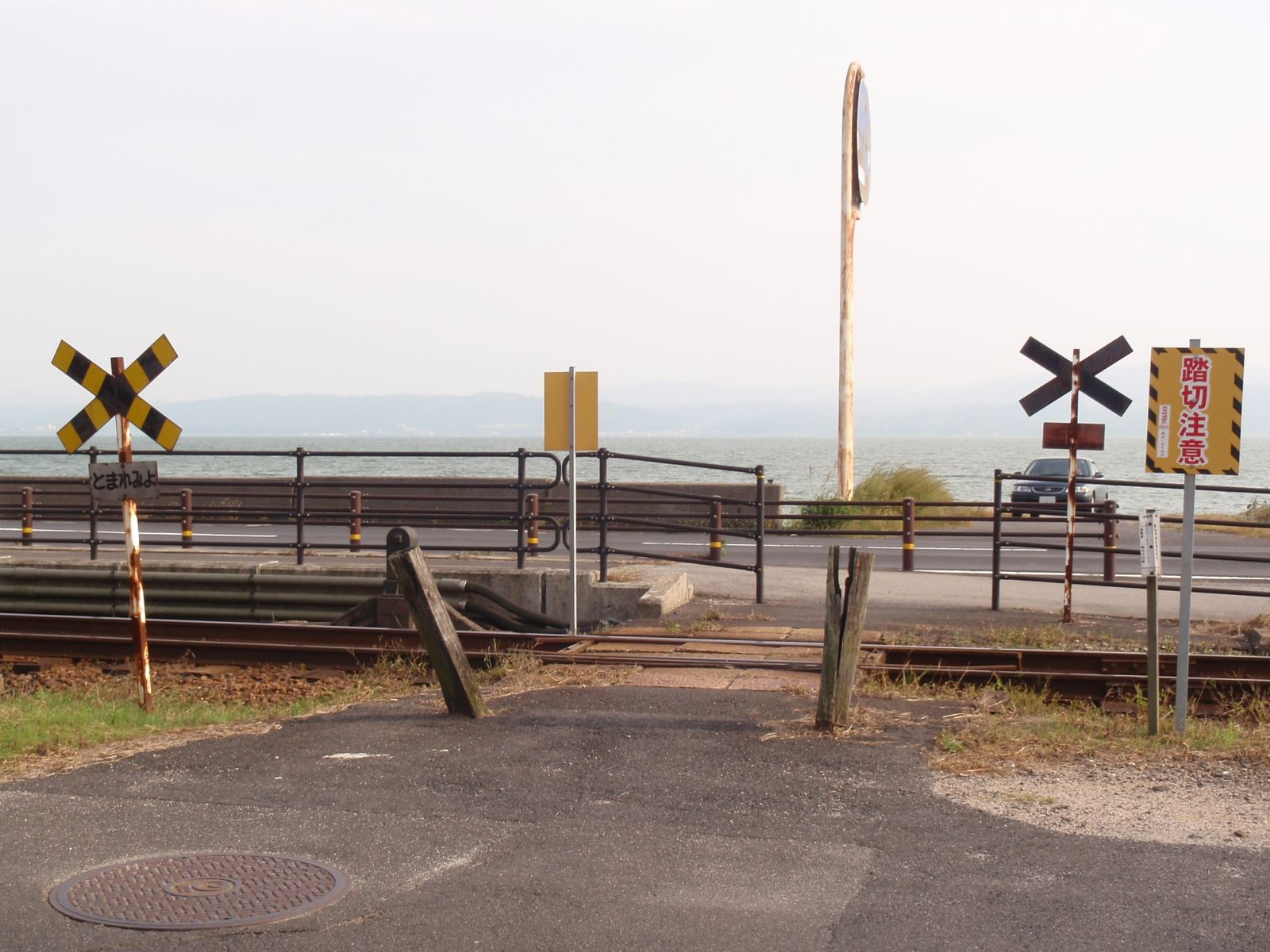
第4種平交道（一畑電車北松江線 秋鹿町站附近的平交道）
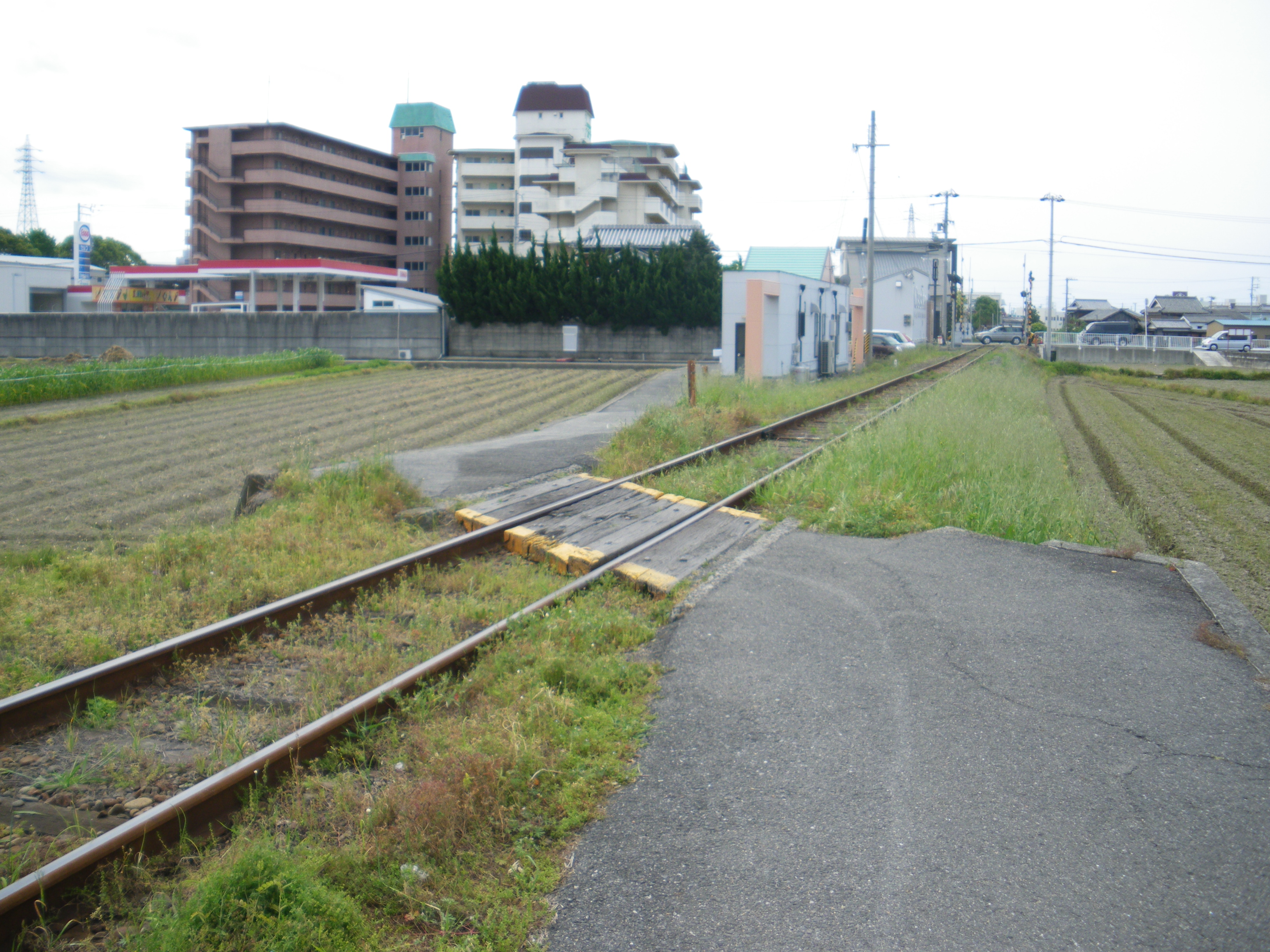
紀州鐵道 學門站附近的平交道（2009年5月攝影）：遮斷機、警報機與標識皆未設置，僅有踏板。

東京山手線有一處平交道，名稱為「第二中里平交道」（第二中里踏切）。
東京地下鐵銀座線在通往上野檢車區的側線中存在平交道，因为銀座線采用第三轨供电，为防止无关人员进入轨行区导致触电，因此该平交道设有闸门，垂直于遮断机平行于道路。
野岩鐵道會津鬼怒川線，除新藤原站附近的平交道和兩端車站內的平交道外，沒有其他平交道。

### 法国
截止2016年，法国本土有15459个铁路平交道口，其中距离首都巴黎市区最近的为德伊拉巴尔铁路道口。

### 美國
美國鐵路的平交道數目約21萬個，隨處可見。

#### 種類
可簡略分為下列2種。
- 主動式鐵路平交道(Active Crossing)：所有因列車駛近而觸動相關設施，進而主動提供警告與交通控制設施的鐵路平交道。
- 被動式鐵路平交道(Passive Crossing)：所有鐵路平交道附近所提供的警告標誌與鋪面標線且並非由列車駛近而觸動的交通管制設施，主要的目的在於提供用路人有關鐵路平交道相關位置，並採取適當的動作以安全通過鐵路。

### 印度
印度全國有數萬個平交道，而且經常有人車跨越或進入軌道，但也有許多原先是平交道的道路，改建成以高架橋或地下道跨越鐵路

## 图片集

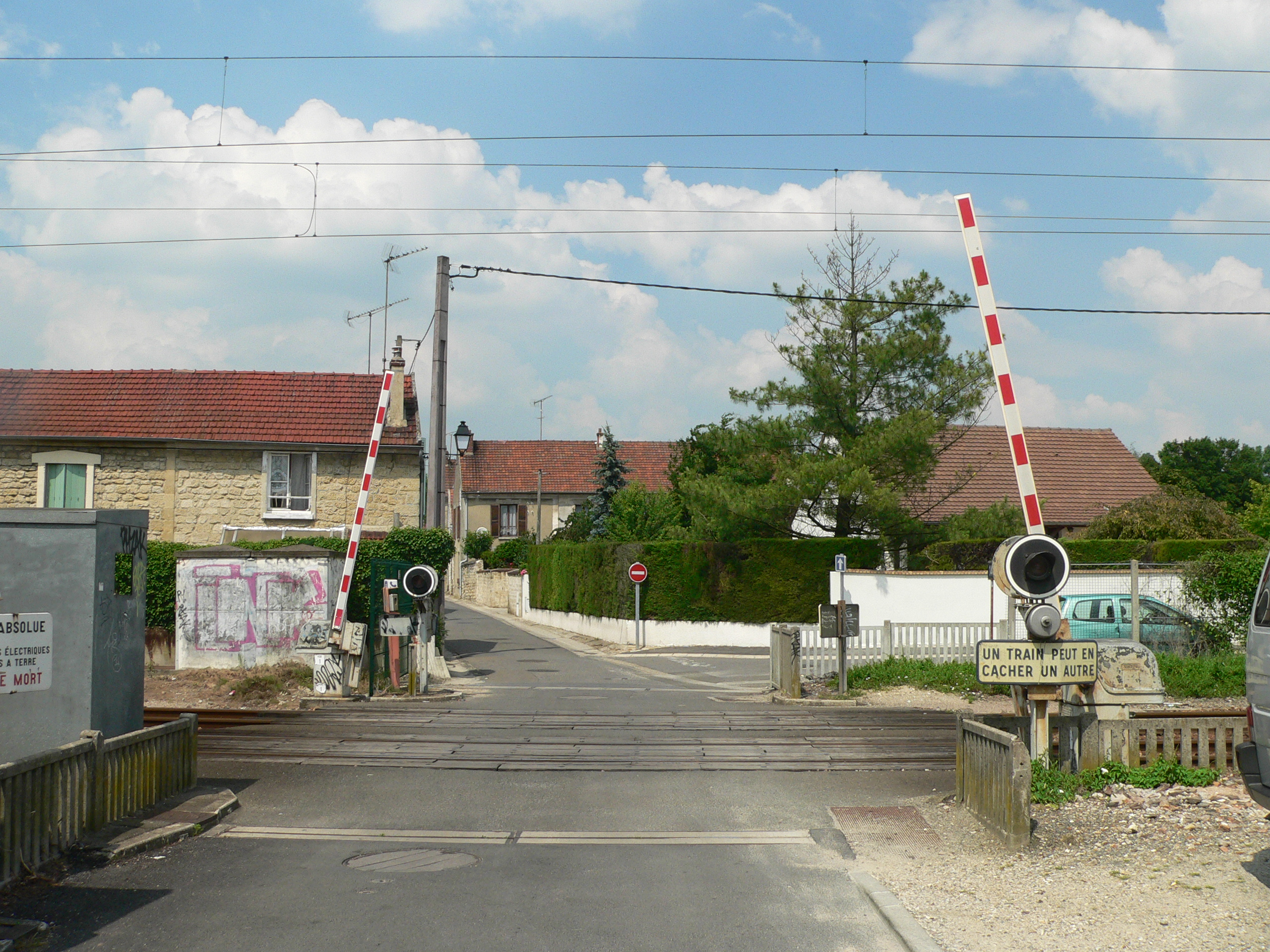
法国瓦茲河畔歐韋的自动化铁路道口，有栏杆、信号灯和警铃
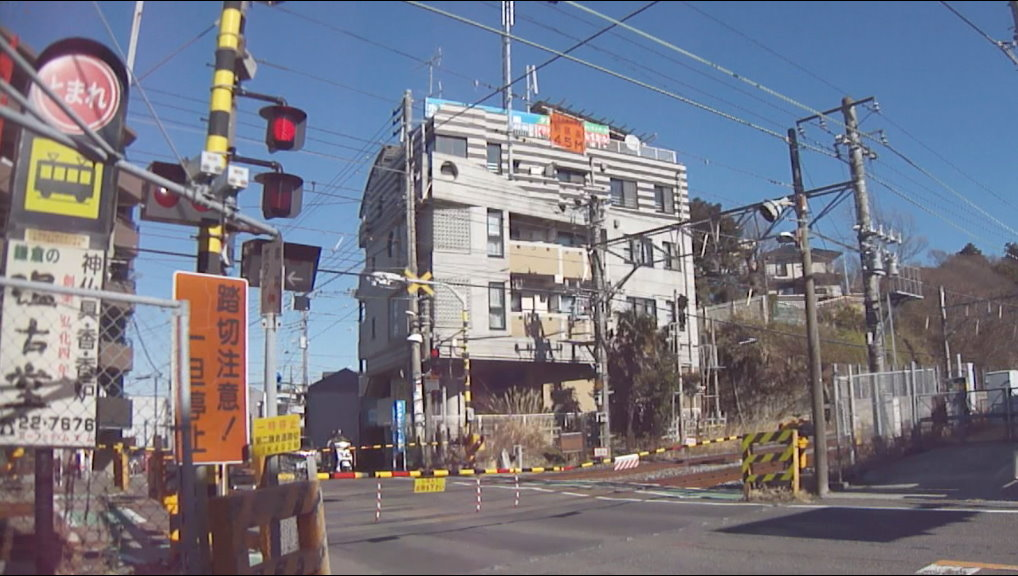
于日本鎌仓市附近的平交道
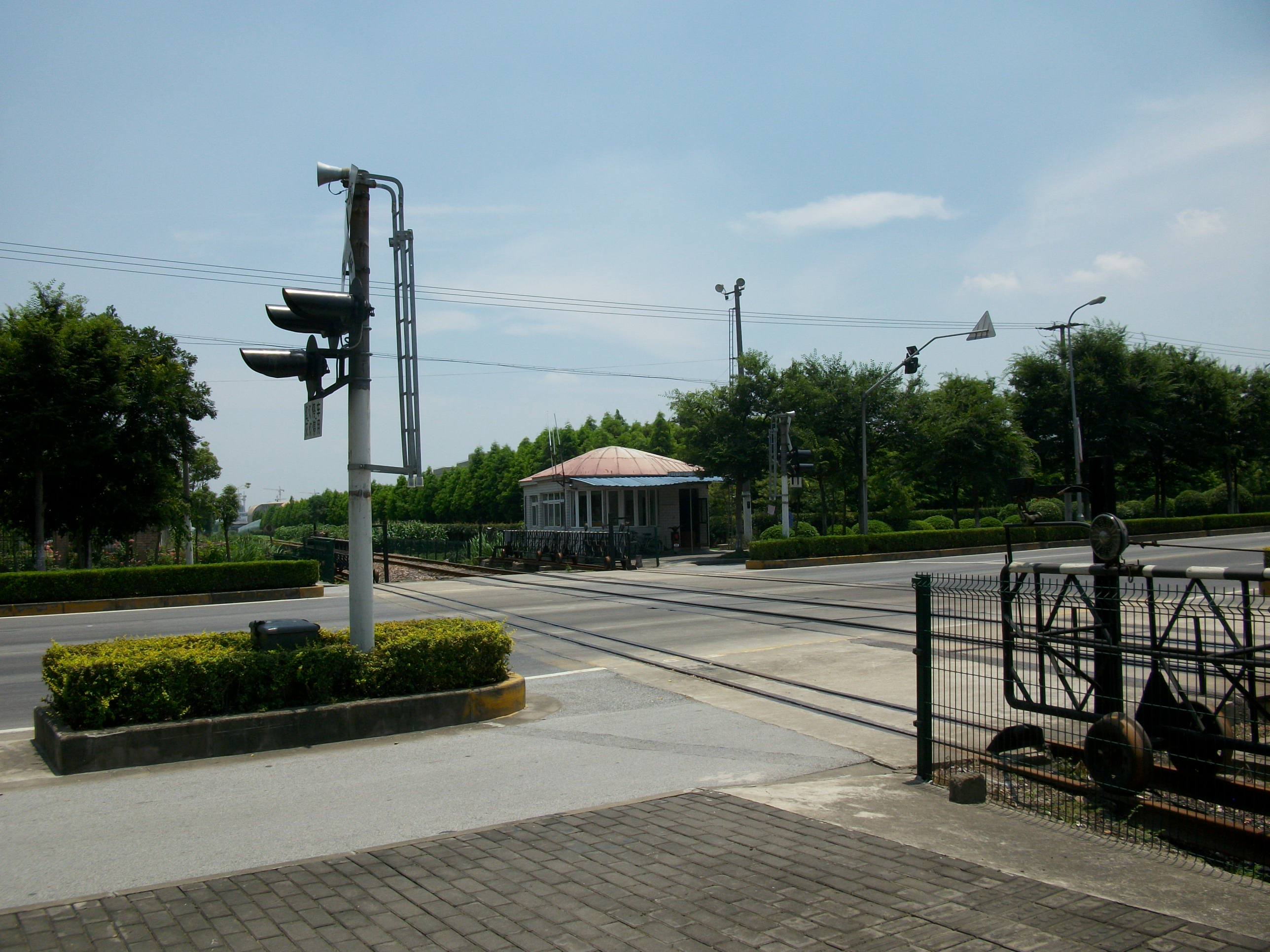
上海吳周鐵路的看守道口
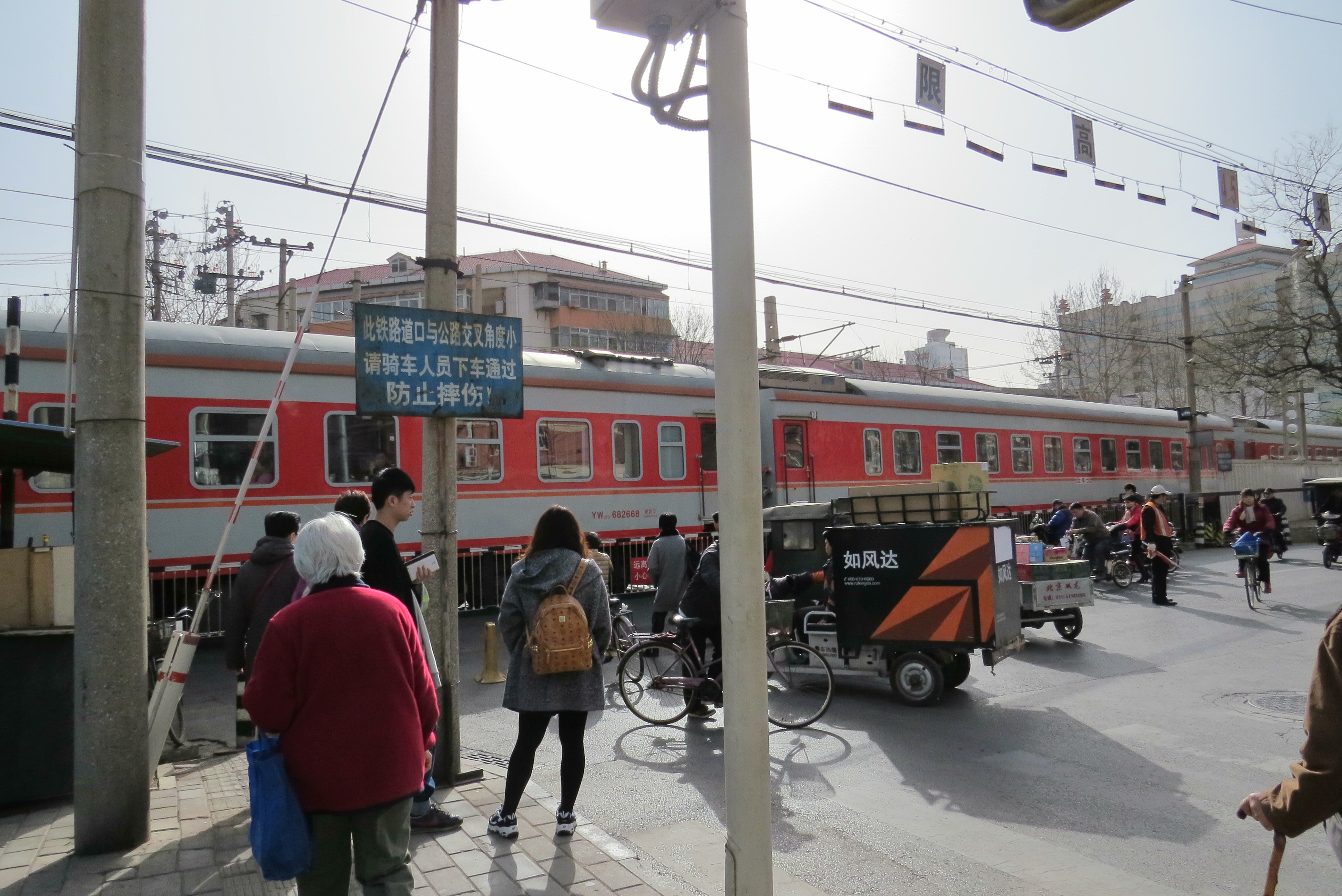
北京市手帕口的平交道
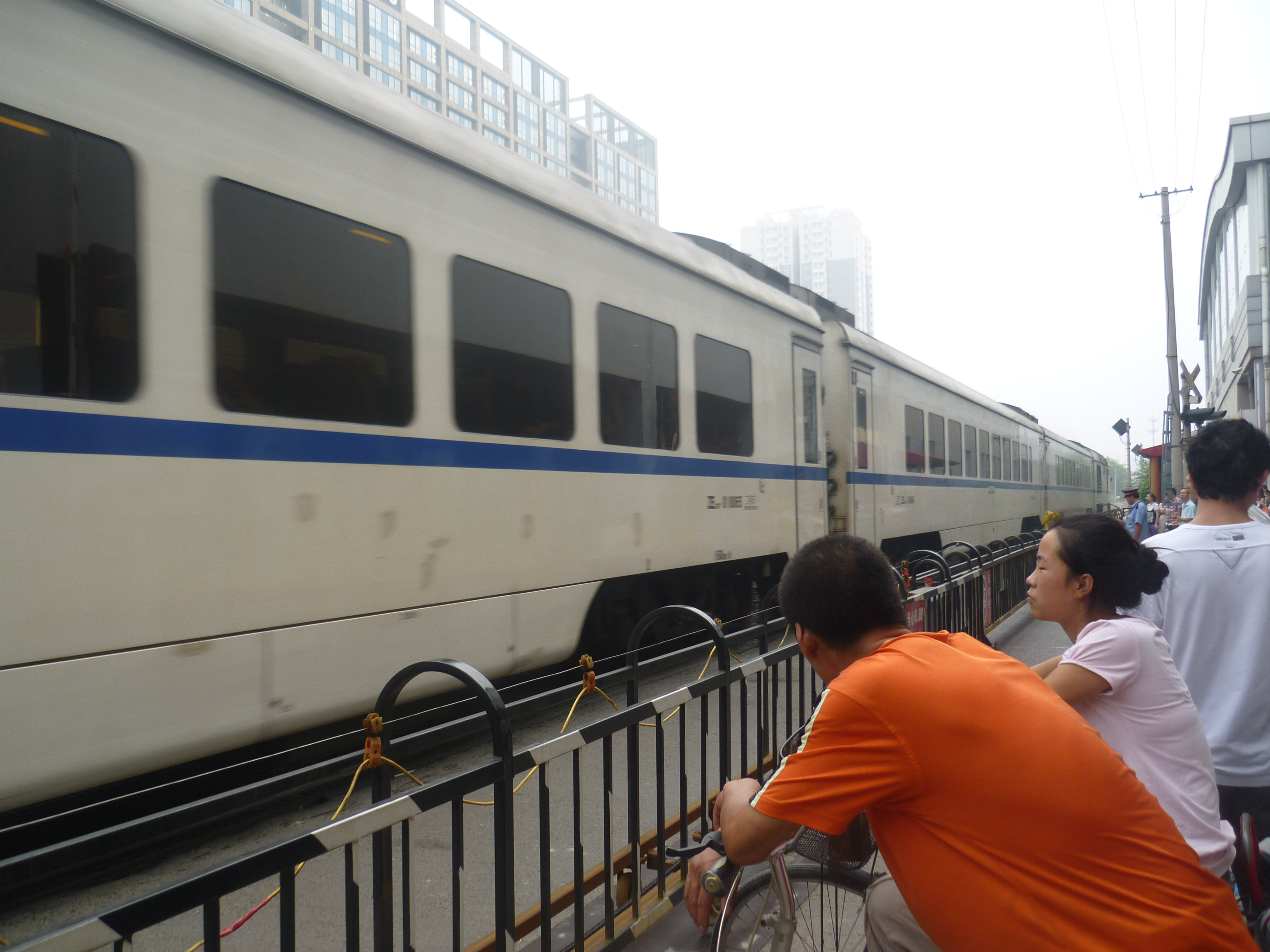
北京市五道口平交道，铁栅由人手操作（2016年11月起消失）
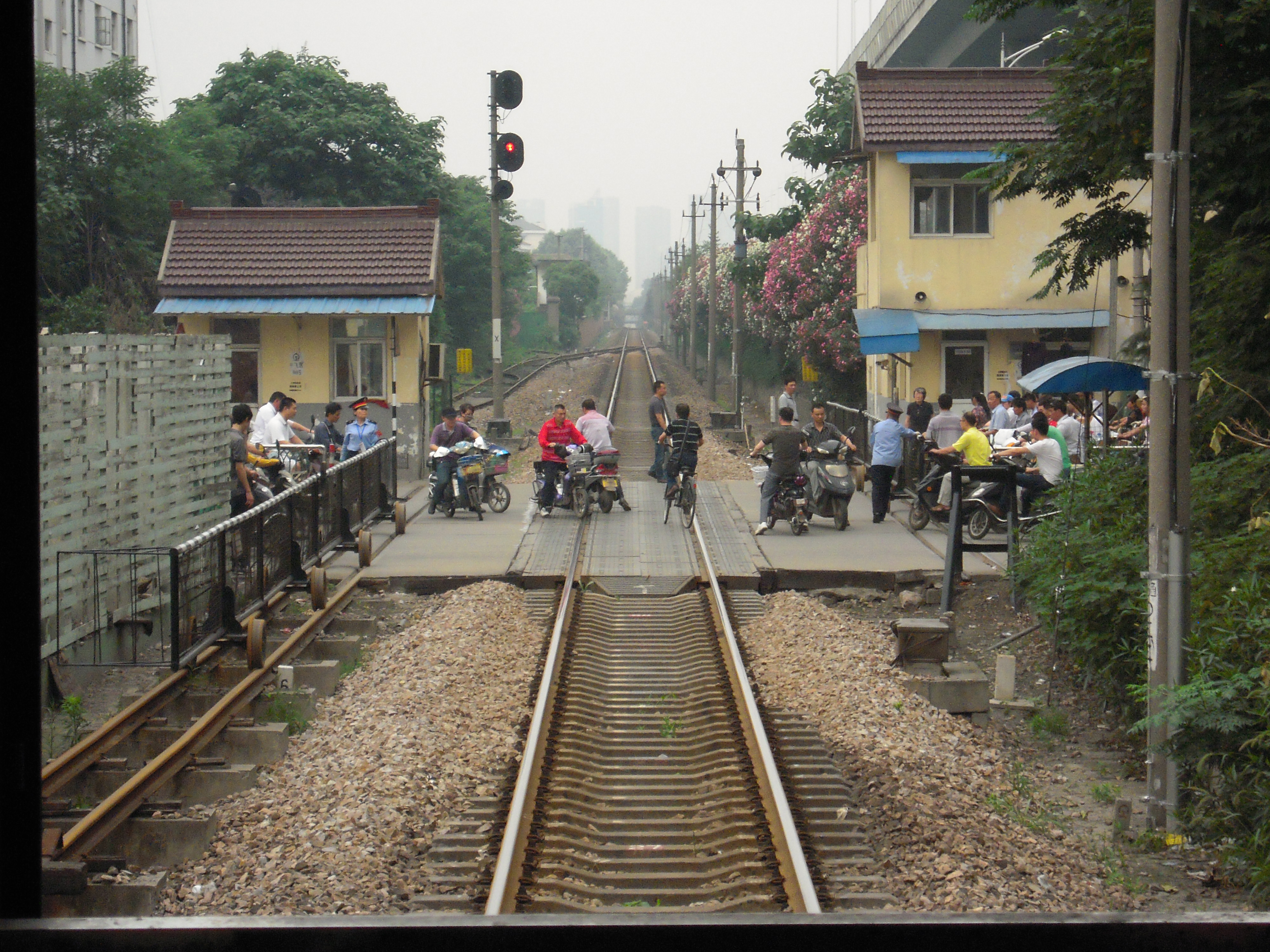
火车通过后，行人穿过铁路道口,摄于宁铜铁路南京段
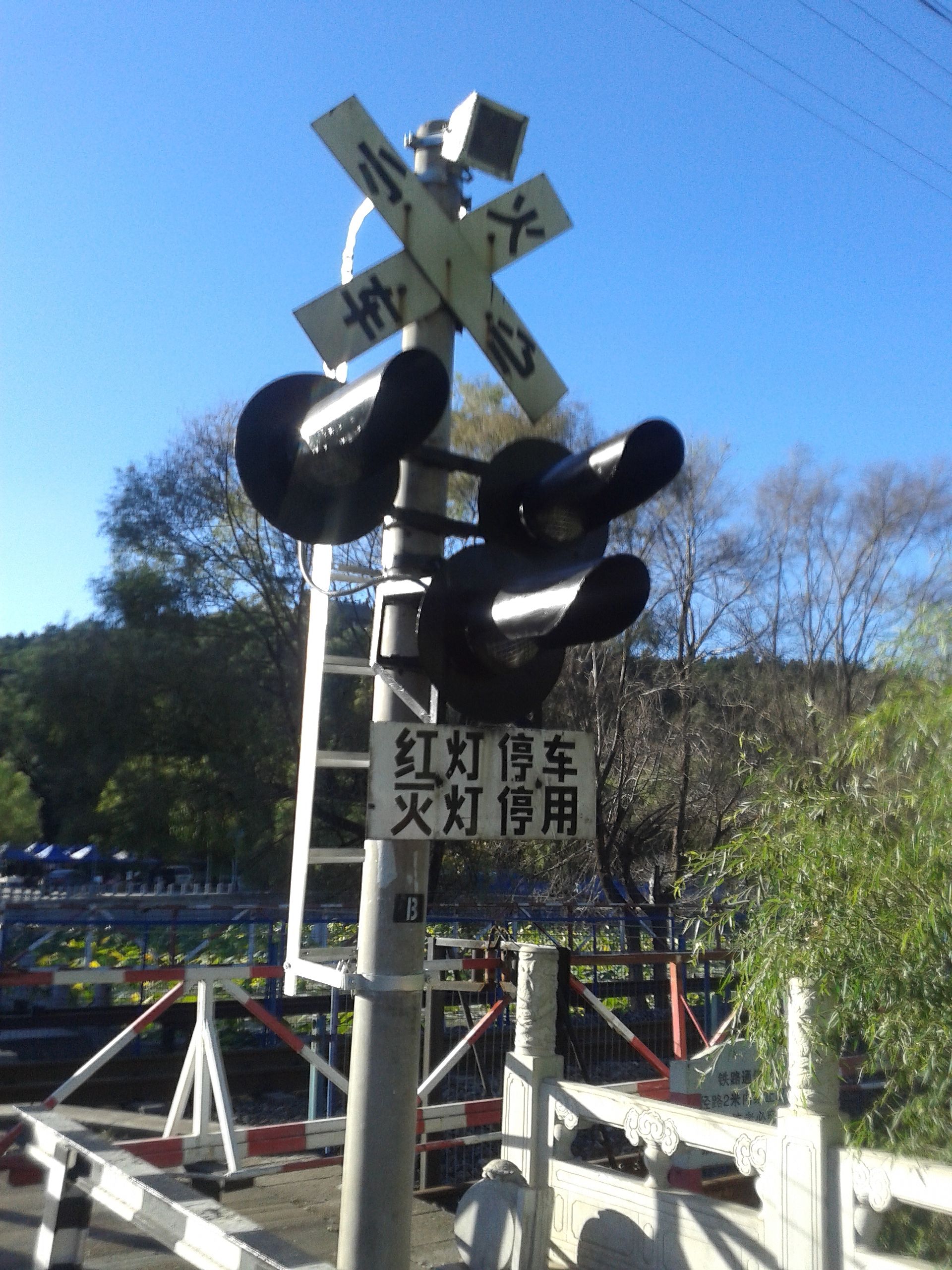
吉林北山公园内的道口信号灯
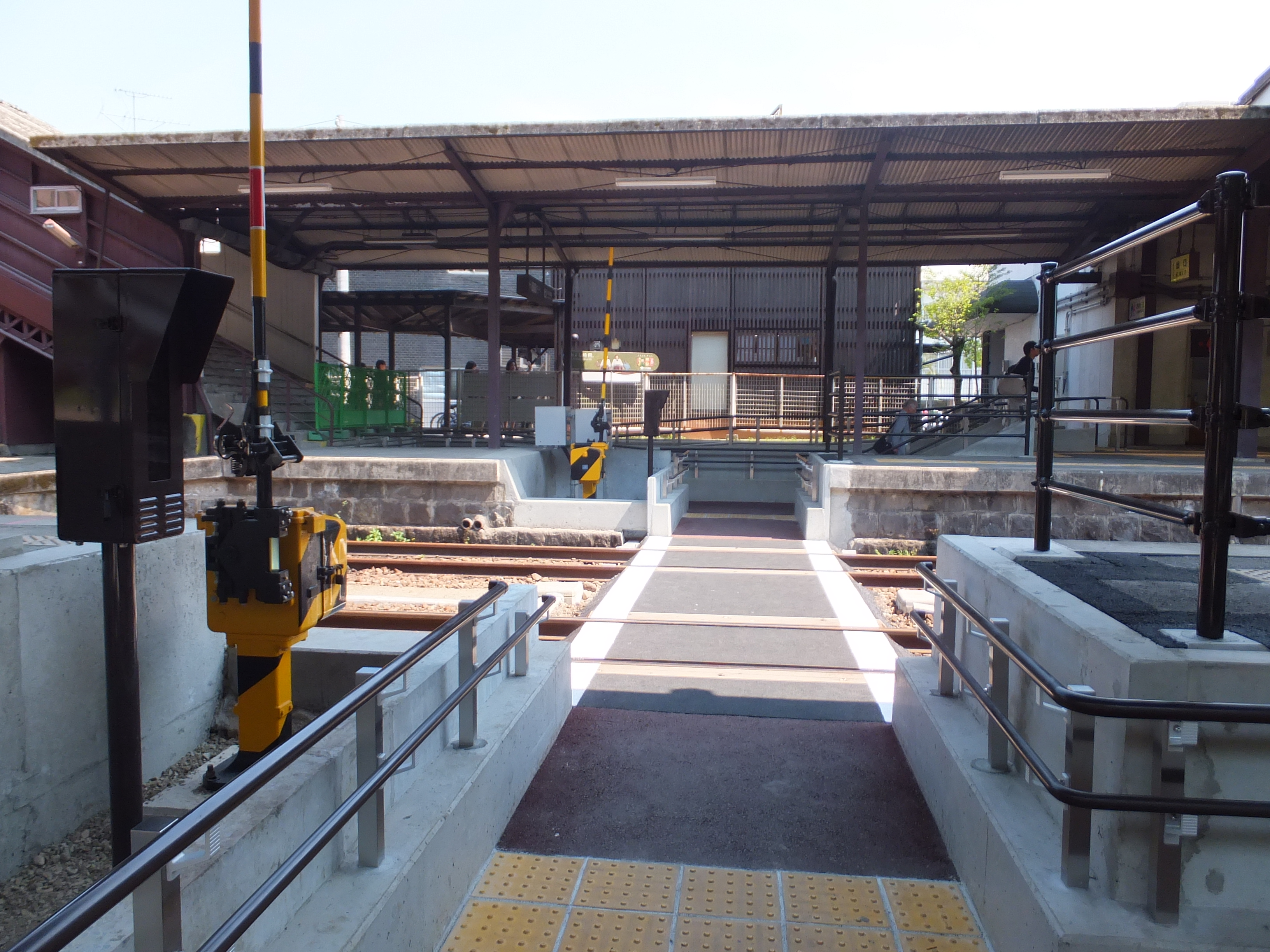
日本肥薩線人吉車站站內的平交道，供旅客往來於兩月台
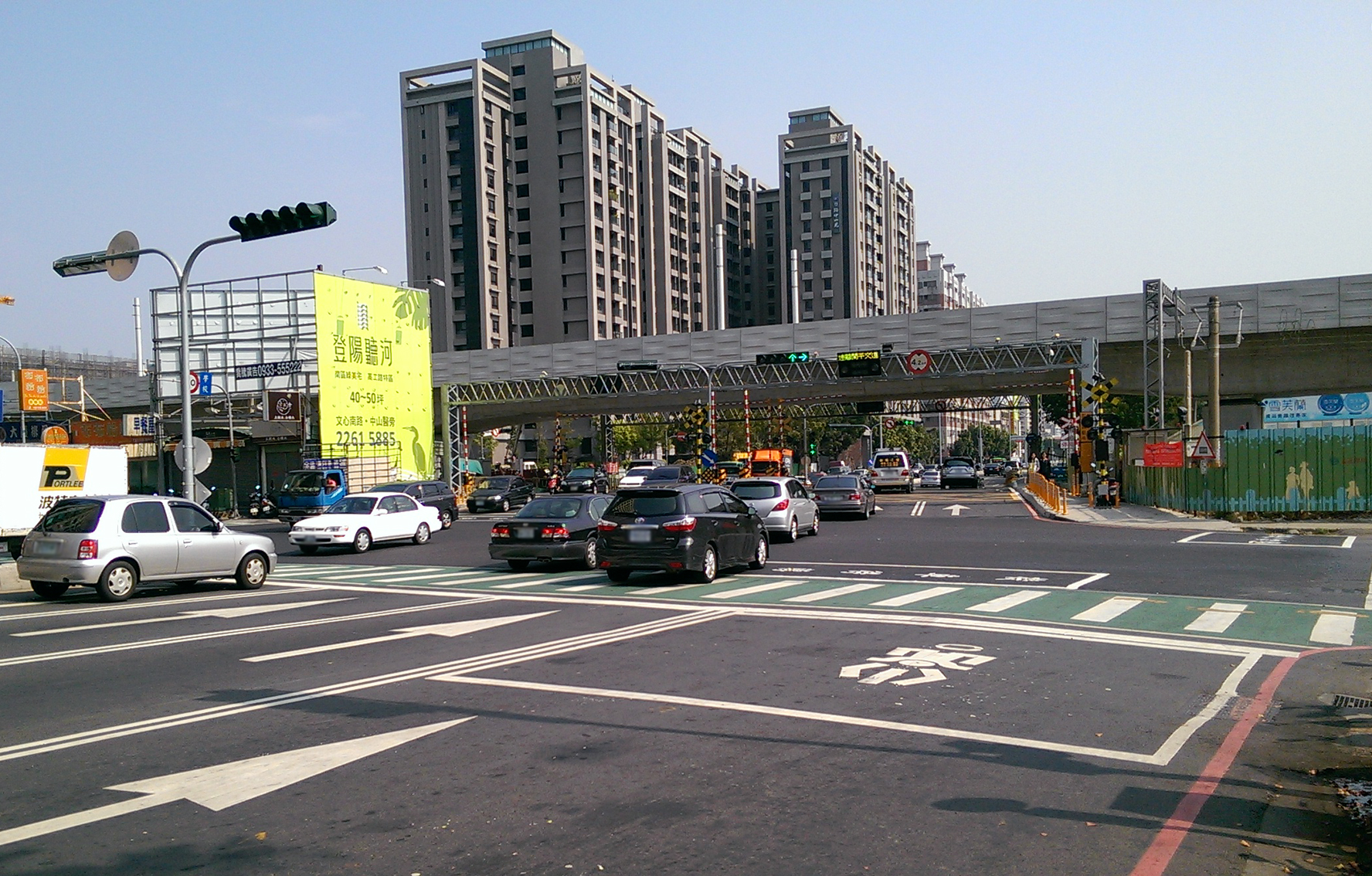
台灣臺中線臺中市文心南建國路口平交道（2016年10月16日起消失）
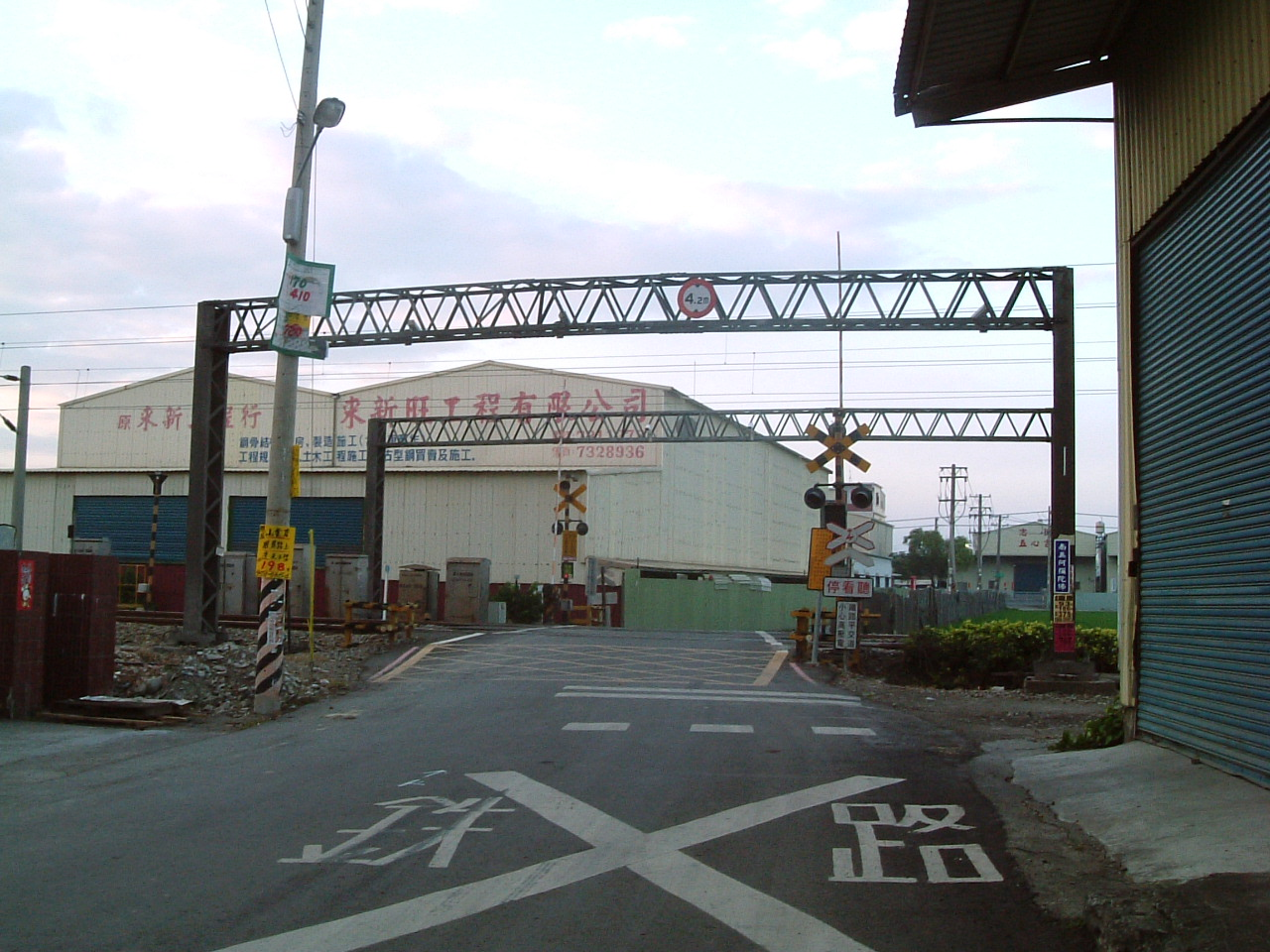
臺灣九曲堂車站與後庄車站間的鐵路平交道
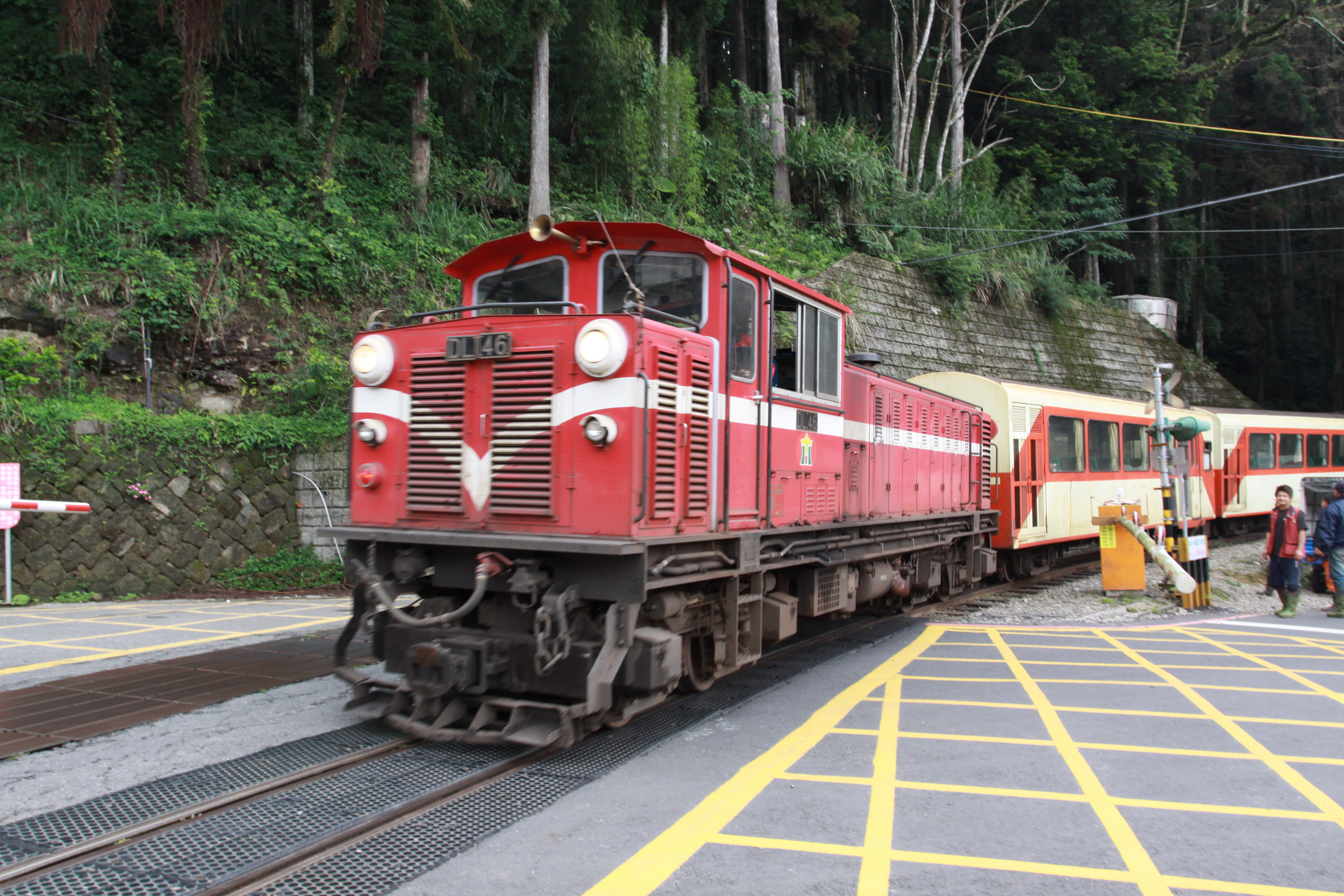
臺灣阿里山森林鐵路奮起湖平交道

## 事故
- 平交道重大事故列表（英语：List of level crossing accidents）

作家楊喚就是在臺北西門平交道遭輾斃

## 其他的「平交道」
飛機跑道有時會越過公路或鐵路線，並需要號誌以避免碰撞。

### 直布羅陀
温斯顿·丘吉尔大道，位於直布羅陀。因地形限制，直布羅陀機場的跑道與温斯顿·丘吉尔大道平面交叉，故設有平交道，在飛機起降前遮斷器會放下，禁止車輛通行以讓飛機安全起降。